# Topscore
Topscore was een spelprogramma dat zowel in Vlaanderen als in Nederland werd uitgezonden. In België was dit op de Vlaamse zender TV1, thans Eén, met Ben Crabbé als presentator.
In Nederland was er een samenwerking van de NCRV en de KRO voor het programma en was Ted de Braak presentator. Het werd in Nederland uitgezonden onder de titel Topscore met Ted de Braak.

## Spelverloop
In zowel België als Nederland was het spelverloop exact hetzelfde. Twee spelers namen het tegen elkaar op in een woordspelletje. De speler met de meeste punten na de drie voorrondes mocht naar de finale.

### Eerste voorronde
De eerste voorronde wordt zeven keer achter elkaar gespeeld. Bedoeling is om van een opgegeven woord, bestaande uit drie letters, uiteindelijk een woord van zeven letters te vormen. Bij elke stap verschijnt er een extra letter die op een vaste plaats in het nieuw te vormen woord staat. De speler die het eerste afdrukt, mag een woord vormen en kan zo punten winnen. Uiteraard dienen alle gevormde woorden te bestaan in een Nederlandstalig woordenboek.
Voorbeeld:
- Bij de start van het spel verschijnt het woord RAD.
- Op de tweede lijn verschijnt op de derde plaats de letter A. Met de bestaande letters RAD en de nieuwe letter A kan men zowel RAAD, AARD als DAAR vormen. Al deze antwoorden zijn correct. De speler krijgt 5 punten.
- Op de derde lijn verschijnt op de tweede plaats de letter L. De spelers trachten met de bestaande letters RAAD en de nieuwe letter L een nieuw woord te vormen waarbij de L op de tweede plaats staat. Een correct antwoord is ALDRA en is 10 punten waard.
- Op de vierde lijn verschijnt op de vijfde plaats de letter A. Een correct antwoord is ALDAAR wat 15 punten oplevert.
- Op de vijfde lijn komt op de derde plaats de letter F. Een correct antwoord is LAFAARD wat 20 punten oplevert.

Na een spel halen beide spelers uit het te zoeken zevenletterwoord één letter waarbij de speler met de meeste punten de voorrang krijgt. De spelronde start dan opnieuw tot wanneer de spelers zeven letters hebben. Hierna diende met de gevonden zeven letters een zo lang mogelijk woord te worden gevormd voor extra punten.

### Tweede voorronde
In de tweede voorronde, die individueel wordt gespeeld, diende de speler uit drie kolommen van elk zeven letters er één te kiezen. Deze ronde bestaat uit 4 subrondes van elk 15 seconden. Een subronde wordt vroegtijdig afgebroken wanneer men een woord zegt dat niet bestaat of dat wordt herhaald. Indien een woord na de vijftiende seconde nog niet volledig is gespeld, telt het niet mee.
In de eerste subronde dient de speler met de gekozen letters zoveel mogelijk vierletterwoorden te maken die elk 5 punten waard zijn.
Daarna krijgt hij 15 seconden tijd om woorden uit vijf letters te vormen, waarbij elk woord 10 punten waard is. Vervolgens wordt er gezocht naar zesletterige woorden die elk 15 punten waard zijn. Ten slotte krijgt hij nogmaals 15 seconden om zevenletterige woorden te zoeken waarbij er telkens 20 punten te verdienen zijn.

### Derde voorronde
In de derde voorronde verschijnt er op het scherm een piramide, gevuld met allerlei letters. Drie letters lichten op. De speler die als eerste afdrukt, dient met die letters een bestaand Nederlandstalig woord te vormen. Indien correct, krijgt hij 5 punten. Vervolgens lichten er vier letters op voor 10 punten, daarna vijf letters voor 15 punten, gevolgd door zes letters voor 20 punten en ten slotte zeven letters voor 25 punten.
Deze ronde wordt vier keer gespeeld.

### Finale
De speler met de meeste punten gaat naar de finale. De kandidaat start met een vierletterwoord waarna hij een vijf-, zes-, zeven- en achtletterwoord moet vormen. Hierbij werd telkens één letter al op de juiste plek gezet. Bij elk correct antwoord krijgt men een bepaald geldbedrag. Er is een tijdslimiet van 60 seconden om alle woorden te zoeken. Indien de speler het achtletterwoord niet vindt, krijgt hij het gewonnen geldbedrag. Vindt hij het achtletterwoord wel, krijgt hij eveneens dat bedrag, maar mag hij ook deelnemen aan de volgende aflevering. Later gaat de kandidaat met lege handen naar huis als deze het achtletterwoord niet vindt. Het is op dat moment ook mogelijk om eerder te stoppen en het tot dan toe gewonnen bedrag mee naar huis te nemen. Dit was handig voor als er nog maar weinig tijd over was om de nog resterende woorden te raden.

## Trivia
Het finalespel van Topscore werd in Nederland ook gespeeld in de finale van het RTL 4-programma Puzzeltijd.
Er is een bordspel “Topscorer” uitgegeven in 1992, uitgegeven door Unica. Het spelverloop is gebaseerd op het televisiespel maar wordt gespeeld met lettertegels zoals bij Scrabble. Het is voor 2 tot 4 spelers.